# Francis Peyton Rous
Francis Peyton Rous (5. října 1879 – 16. února 1970) byl americký virolog.
Spolu s Charlesem Brentonem Hugginsem získal Nobelovy ceny za fyziologii a lékařství za rok 1966 za objev toho, že některé viry mohou přenášet rakovinu.
Vystudoval medicínu na Univerzitě Johnse Hopkinse a svůj objev o spojitosti virů a rakoviny učinil v roce 1911. Na Nobelovu cenu byl poprvé navržen již roku 1926, ale protože byl vědecký outsider, trvalo dlouho, než se byl jeho objev doceněn vědeckou komunitou.